# Étang-Rompu (affluent du Trincou)
Pour les articles homonymes, voir Étang Rompu.
Le ruisseau de l'Étang-Rompu est un ruisseau français du département de la Dordogne, affluent du Trincou et sous-affluent de la Côle.

## Géographie
Il prend sa source vers 285 m d'altitude sur la commune de Milhac-de-Nontron, trois kilomètres au nord-est du bourg, près du lieu-dit Mazeroux et rejoint le Trincou en rive gauche sur la commune de Villars, à l'est du bourg.
Long de 9,7 km, il n'a aucun affluent répertorié.

### Communes et cantons traversés
À l'intérieur du département de la Dordogne, le ruisseau de l'Étang-Rompu n'arrose que deux communes, Milhac-de-Nontron dans le canton de Saint-Pardoux-la-Rivière et Villars, dans celui de Champagnac-de-Belair.

## À voir
- La grotte de Villars